# Generalissimus

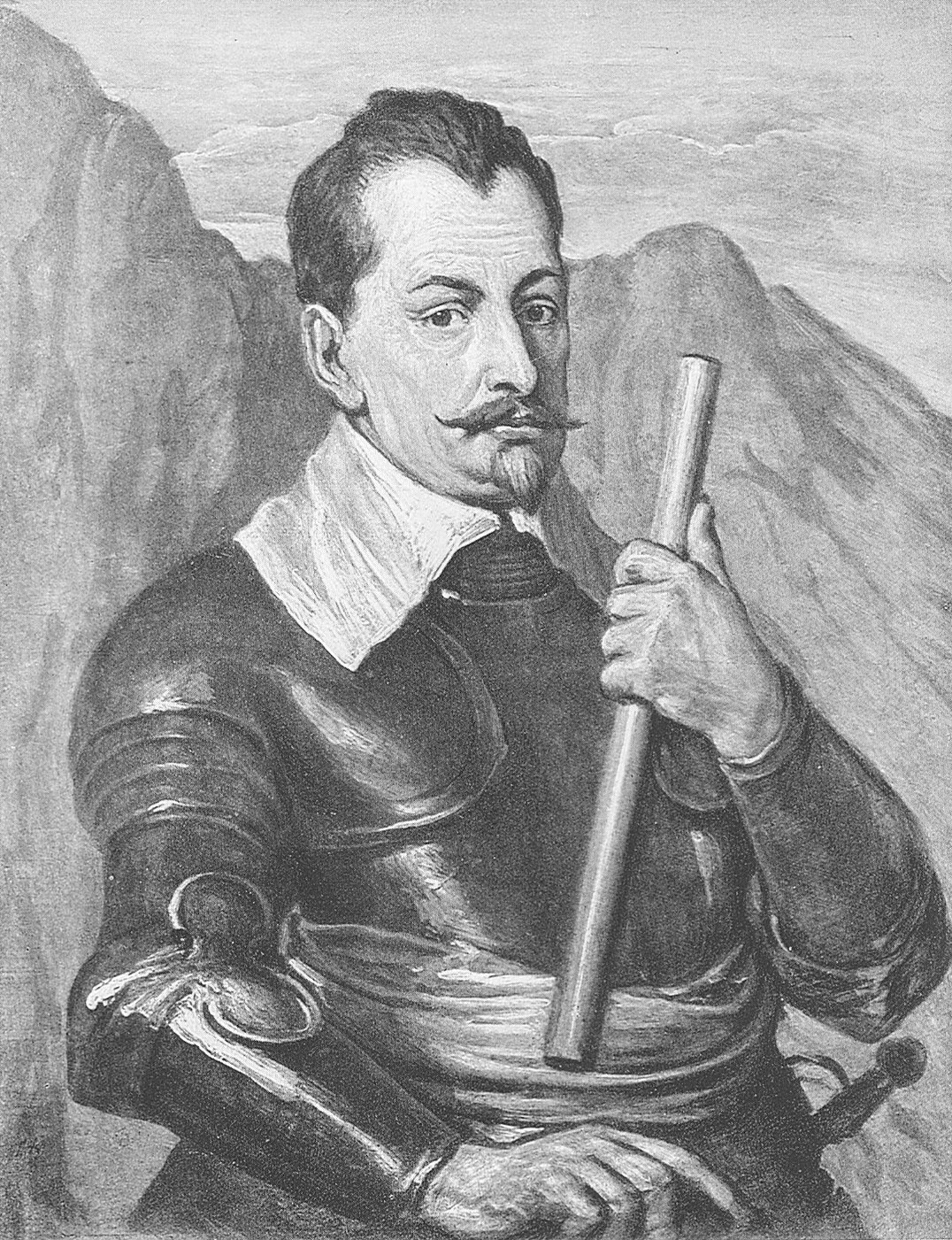
Albrecht von Wallenstein

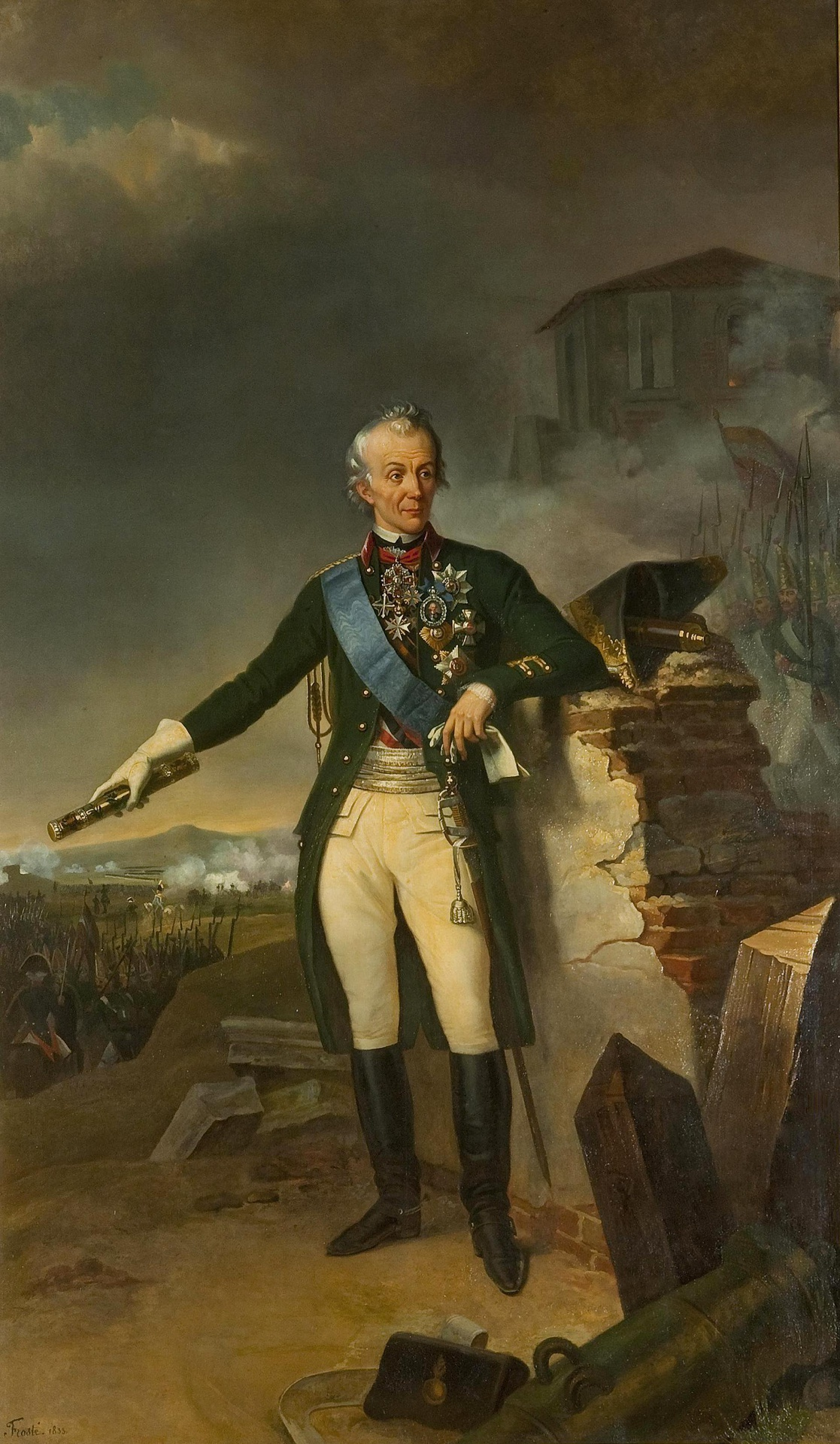
Alexander Wassiljewitsch Suworow

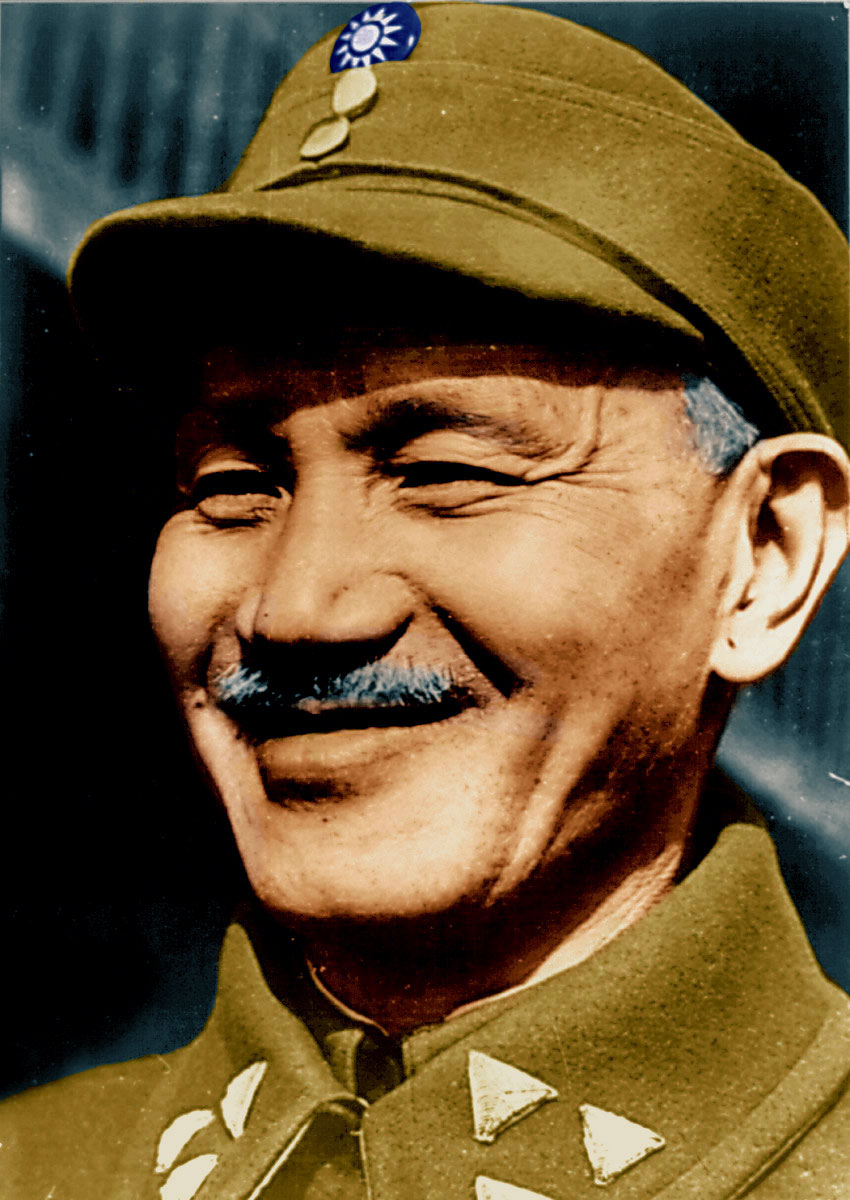
Chiang Kai-shek

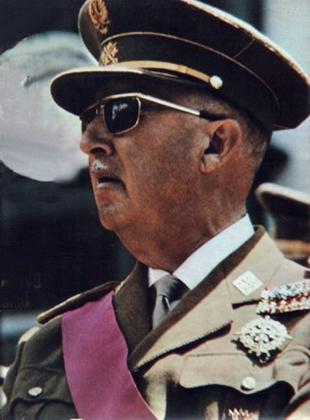
Francisco Franco (1969)

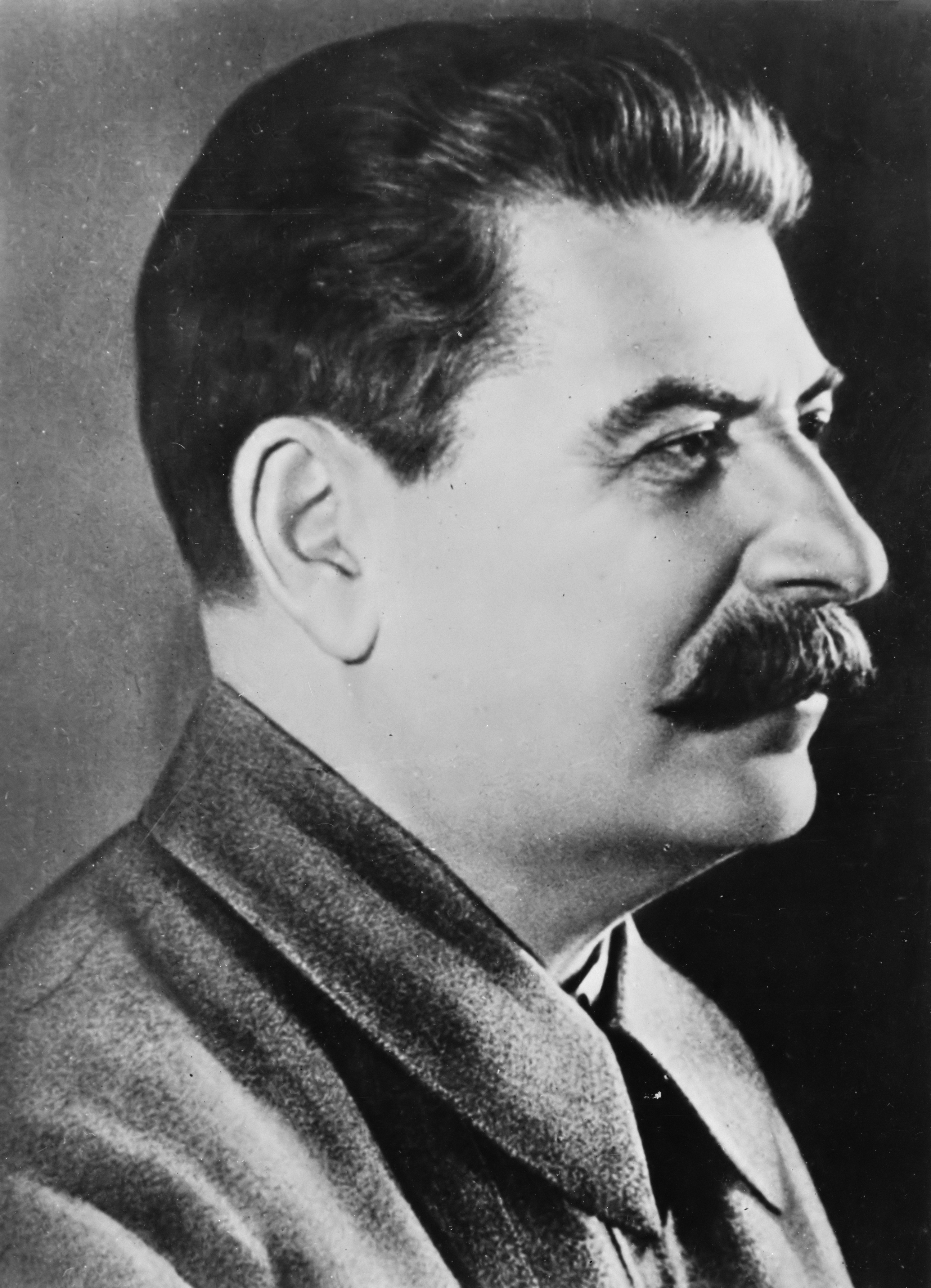
Josef Stalin (1942)

Generalissimus (von italienisch Generalissimo, etwa „General der Generäle“) ist eine veraltete Bezeichnung für eine Oberbefehlshaberposition. Der Generalissimus war befugt, sowohl militärisch als auch politisch auf eigene Verantwortung zu handeln. Mit dem Ausdruck wird ein über den Marschällen und Generälen stehender Oberbefehlshaber sämtlicher Streitkräfte eines Landes bezeichnet.
Albrecht von Wallenstein wurde durch die kaiserliche Instruktion vom 27. Juni 1625 „zum General über diesen Unsern nach dem Heiligen Römischen Reich abgeordneten Sukkurs“. Er erhielt damit als einziger habsburgischer General diesen Rang und Titel als unumschränkter Oberbefehlshaber der kaiserlichen Armada, als General der Generale, der so auch über die Befehlshaber (auch über Generalleutnant Tilly) der ligistischen Armeen gestellt wurde. Im Sprachgebrauch führt das zum Titel des Generalissimus.
In der Habsburgermonarchie besaß der Generalissimus die Befehlsgewalt des Generalleutnants (im 17. Jahrhundert der höchste Generalsrang); anders als dieser unterstand der Generalissimus jedoch nicht dem Wiener Hofkriegsrat und durfte autonom handeln. War ein Generalissimus eingesetzt, blieb während seiner Amtszeit die Position des Generalleutnants unbesetzt.
In moderneren Zeiten wurde der Begriff Generalissimus erneut als militärischer Titel verschiedener Diktatoren – oft einhergehend mit Personenkult – verwendet.

## Beispiele
- 1625 bzw. 1632: Albrecht von Wallenstein (HRR)
- 1634: Matthias Gallas (HRR)*
- 1648: Karl X. Gustav (Schweden)[2]
- 1655: Adolf Johann, Herzog von Pfalz-Zweibrücken (Schweden)[3]
- 1673: Ruprecht von der Pfalz, Herzog von Cumberland (England)*
- 1702: Franz du Hamel (Republik Venedig)
- 1702: Georg von Dänemark (Großbritannien)
- 1716: Friedrich (Schweden)
- 1727: Alexander Danilowitsch Menschikow (Russland)
- 1740: Anton Ulrich von Braunschweig-Wolfenbüttel (Russland)
- 1792: Nikolaus von Luckner (Frankreich)
- 1799: Alexander Wassiljewitsch Suworow (Russland)
- 1806: Karl von Österreich-Teschen (Österreich)
- 1810: Karl XIV. Johann (Schweden)[4]
- 1812: Francisco de Miranda (Venezuela)
- 1821: José de San Martín (Peru, Argentinien, Chile)
- 1823: Michael von Braganza (Portugal)
- 1846: Antonio López de Santa Anna (Mexiko)
- 1918: Ferdinand Foch (Frankreich – Oberbefehlshaber der alliierten Streitkräfte)
- 1927: Zhang Zuolin (China, Peking) (Großmarschall)
- 1928: Chiang Kai-shek (Republik China – Nanking, später Taiwan)
- 1933: Rafael Trujillo (Dominikanische Republik)
- 1936: Francisco Franco (Spanien) (Generalísimo, ab 1. Oktober 1936)
- 1945: Josef Stalin (Sowjetunion, ab 27. Juni 1945; russisch Генерали́ссимус Сове́тского Сою́за)
- 1992: Kim Il-sung (Nordkorea) (Dae Wonsu, „Großmarschall“)
- 1992: Than Shwe (Myanmar)
- 2012: Kim Jong-il (Nordkorea; posthum)

*) Es ist unklar, ob Matthias Gallas und Ruprecht von der Pfalz diesen Titel tatsächlich trugen.
Der Titel General of the Armies of the United States ist mit dem des Generalissimus vergleichbar. Er wurde verliehen an:  
- 1919: John J. Pershing als Oberbefehlshaber der American Expeditionary Forces in Europa
- 1976 postum: George Washington, 1776 Oberbefehlshaber der Kontinentalarmee, öffentlich auch Generalissimo genannt, 1. US-Präsident
- 2022 postum: Ulysses S. Grant, General der US-Nordstaaten und 18. US-Präsident

Darüber hinaus wurden einige Oberbefehlshaber als Generalissimo bezeichnet, ohne diesen Rang erhalten zu haben:
- 1702: John Churchill, 1. Duke of Marlborough als Oberbefehlshaber der Generalstaaten (Niederlande) im Spanischen Erbfolgekrieg
- 1939: Maurice Gamelin, Général d’Armée, Généralissime als Befehlshaber der französischen Streitkräfte
- 1940: Maxime Weygand, Général d’Armée, Généralissime, Nachfolger Gamelins